# Saint-Jean-de-Verges
Saint-Jean-de-Verges is een gemeente in het Franse departement Ariège (regio Occitanie). De plaats maakt deel uit van het arrondissement Foix. Saint-Jean-de-Verges telde op 1 januari 2022 1.288 inwoners.

## Geografie
De oppervlakte van Saint-Jean-de-Verges bedroeg op 1 januari 2022 12,73 vierkante kilometer; de bevolkingsdichtheid was toen 101,2 inwoners per km².
De onderstaande kaart toont de ligging van Saint-Jean-de-Verges met de belangrijkste infrastructuur en aangrenzende gemeenten.

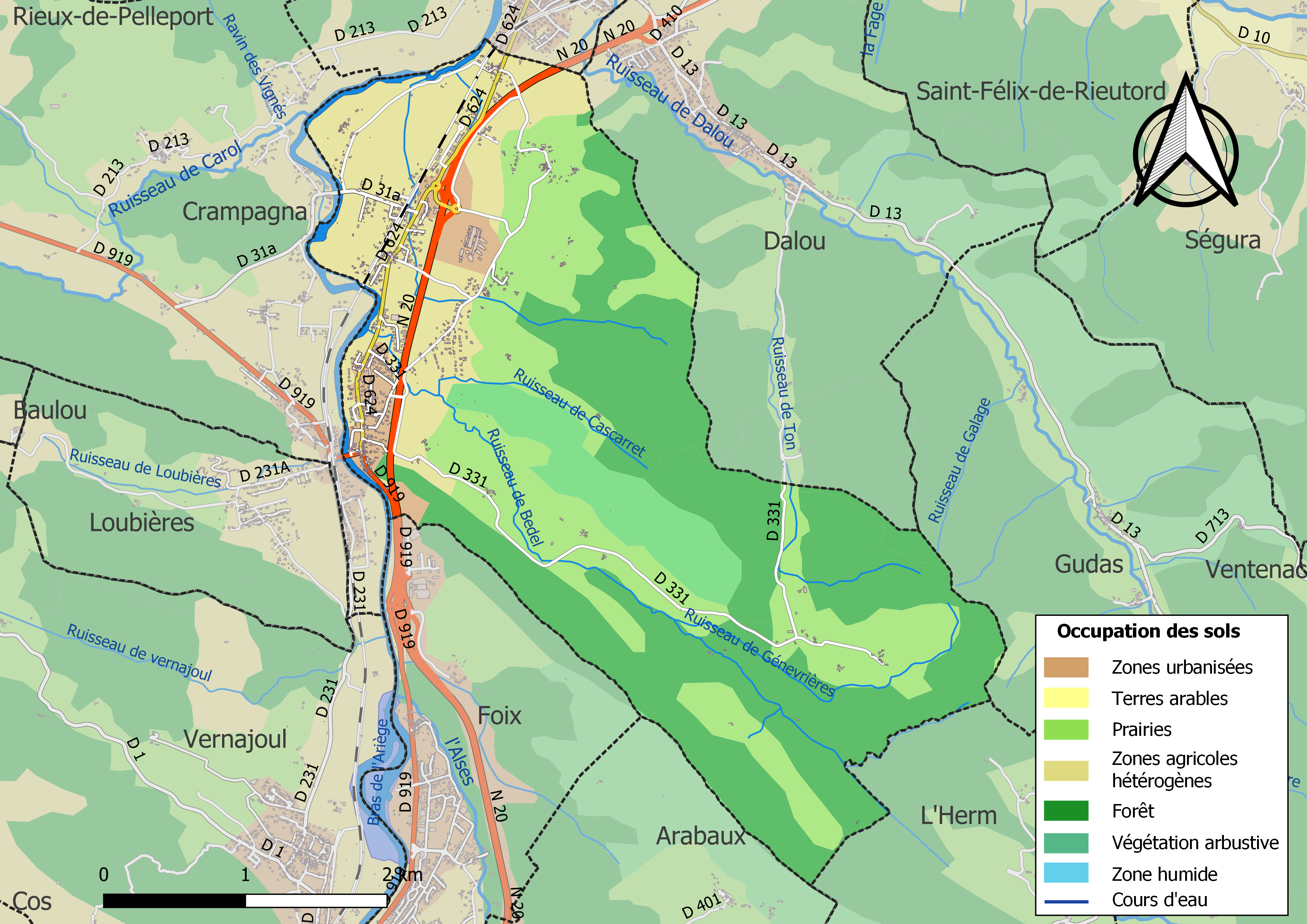

## Verkeer en vervoer
In de gemeente ligt spoorwegstation Saint-Jean-de-Verges.

## Geboren
- Christian Mawissa (18 oktober 2005), voetballer

## Demografie
Onderstaande figuur toont het verloop van het inwonertal (bron: INSEE-tellingen).

Vanwege een beveiligingsprobleem met de MediaWiki Graph-software is het momenteel niet mogelijk deze grafiek weer te geven. Zodra de software is bijgewerkt zal de grafiek vanzelf weer zichtbaar worden.